# Cincinnati Bengals
De Cincinnati Bengals (of simpelweg de Bengals) is een professioneel Americanfootballteam uit Cincinnati, Ohio. Ze komen uit in de noorddivisie van de American Football Conference (AFC), wat onderdeel is van de National Football League (NFL). Ze begonnen hun eerste twee seizoenen (1968 en 1969) in de American Football League, totdat deze in 1970 samensmolt met de National Football League.
Ze spelen al hun thuiswedstrijden in het Paycor Stadium in Cincinnati.

## Clubgeschiedenis
In 1966 wilde Paul Brown opnieuw betrokken zijn bij American football (hij was tot 1963 coach bij de Cleveland Browns). De gouverneur van Ohio, James A. Rhodes overtuigde Brown ervan dat Ohio een tweede team nodig had. De keuze viel op Cincinnati zodat de staat "werd gesplitst", kortom, dat beide teams niet te dicht bij elkaar in de buurt zouden zitten en elk een "helft" van de staat zouden aanspreken.
Paul Brown koos de naam Bengals om zo terug te grijpen op een eerder Americanfootballteam, dat van 1937 tot 1942 in de American Football League had gespeeld. De keuze voor de naam was toen gemaakt omdat de dierentuin van Cincinnati een thuis vormde voor een zeldzame witte Bengaalse tijger. Paul Brown koos echter niet voor de bijzondere witte kleur van deze tijger, maar voor precies dezelfde oranje kleur als die van de Browns, mogelijk was dit om zijn oude baas bij de Browns, Art Modell, te beledigen. Als tweede kleur werd zwart toegevoegd. Het logo bleef simpel en werd slechts het woord BENGALS in zwarte letters. Paul Brown wees toen een aantal helm-ontwerpen af die tijgerstrepen hadden, wat het team sinds 1981 wel heeft aangenomen.
Paul Brown was geen fan van de American Football League en stemde er alleen in toe om zijn team daar te laten spelen als hij een garantie kreeg dat de Bengals een NFL team zouden worden, na de samensmelting van AFL en NFL. De samenvoeging was namelijk al besproken in 1966, het jaar voordat de Bengals voor het eerst zouden spelen.
In de eerste twee seizoenen hadden de Bengals Nippert Stadium als thuisbasis. Vanaf 1970 speelden de Cincinnati Bengals in het Riverfront Stadium, die ze moesten delen met de Cincinnati Reds, het baseball team dat uitkwam in de Major League Baseball. De Reds' oude stadion, Crosley Field, was namelijk ernstig verouderd en had te weinig parkeerruimte. In 2000 kregen ze eindelijk hun eigen stadion, het Paul Brown Stadium waar ze nu nog steeds spelen.
Na de samenvoeging van de twee leagues werd zowel de Browns als de Bengals in het American Football Conference geplaatst. Daarin kwamen beide ook nog eens in dezelfde division, de AFC Central. Onmiddellijk ontstond er een rivaliteit tussen de beide teams, voornamelijk door de rivaliteit tussen de eigenaren, Paul Brown en Art Modell.
De Bengals hebben acht keer de playoffs gehaald, waaronder drie keer in de eerste tien jaar van hun bestaan. Maar slechts twee keer eerder mochten zij in de Super Bowl staan, die ze allebei verloren van de San Francisco 49ers (in 1981 en 1988). Op 13 februari 2022 staan zij voor de derde keer in de Super Bowl, ditmaal tegenover de Los Angeles Rams. 
Na de dood van Paul Brown in 1990 (vlak na de playoffs) leek het geluk van de Bengals te zijn omgedraaid en verloren ze 14 seizoenen achter elkaar met negatieve cijfers (meer wedstrijden verloren dan gewonnen). In 2003 werd huidige coach Marvin Lewis aangesteld om het team erbovenop te helpen. Samen met quarterback Carson Palmer kreeg Lewis het voor elkaar om in 2005 de playoffs te spelen en een seizoen af te sluiten met positieve cijfers, wat sinds 1990 niet meer was voorgekomen.
Momenteel is Mike Brown, de zoon van Paul Brown, nog altijd eigenaar van de Cincinnati Bengals.

## Logo's en outfits
Toen de Bengals net waren opgericht werd de outfits van het team gevormd naar die van de Cleveland Browns. Paul Brown was namelijk nog steeds eigenaar van de spullen die Cleveland gebruikte. Dus toen Brown werd ontslagen had hij al deze spullen meegenomen en gebruikte hij dit voor zijn nieuwe team in Cincinnati. De helmen werden iets aangepast, door de witte streep erop weg te halen en aan de zijkanten het logo Bengals te plakken.
In 1980 kregen de Bengals eindelijk cijfers op de mouwen, tot die tijd waren ze het enige team die dat nog niet hadden. En in 1981 introduceerden ze nieuwe outfits met tijgerstrepen. Hierdoor leken ze qua outfits niet meer zo op de Browns. Wat ze wel hielden waren de witte en zwarte versie van de shirts (vergelijkbaar met de Browns). In dit jaar kregen ze ook de helmen met tijgerstrepen, een design dat jaren daarvoor was afgewezen door Paul Brown.
In 1997 kwamen er twee nieuwe logo's voor de Bengals. Een springende tijger die op de mouwen van de outfits is geplaatst. En een tijgerkop die ietswat van de linkerkant wordt bekeken. Pas in 2004 kwam het huidige logo van de gestreepte B, ter vervanging van de zwarte BENGALS.
In datzelfde jaar kwamen er nog wat aanpassingen in de outfits. De zwarte shirts kregen oranje mouwen en de witte shirts kregen zwarte mouwen met oranje schouders. Naast de al bestaande witte broeken kwamen er nu ook zwarte broeken. En tot slot werd er ook een geheel oranje shirt geïntroduceerd.
De zwarte shirts worden meestal thuis gedragen, behalve in pre-season en in de maand september. Dan wordt er voor wit of oranje gekozen om niet te veel last te hebben van de hitte.

## Seizoenresultaten
| Seizoen        | Competitie | Conf | Div     | Regulier seizoen | Regulier seizoen | Regulier seizoen | Regulier seizoen | Regulier seizoen | Play-offs         | Play-offs          | Play-offs             | Play-offs      |
| Seizoen        | Competitie | Conf | Div     | Plek             | W                | G                | V                | Pct              | Wild Card         | Divisional Playoff | Championship          | Super Bowl     |
| -------------- | ---------- | ---- | ------- | ---------------- | ---------------- | ---------------- | ---------------- | ---------------- | ----------------- | ------------------ | --------------------- | -------------- |
| 1968           | AFL        | AFL  | Western | 5e               | 3                | 0                | 11               | 0,214            |                   |                    |                       |                |
| 1969           | AFL        | AFL  | Western | 5e               | 4                | 1                | 9                | 0,308            |                   |                    |                       |                |
| AFL-NFL merger |            |      |         |                  |                  |                  |                  |                  |                   |                    |                       |                |
| 1970           | NFL        | AFC  | Central | 1e               | 8                | 0                | 6                | 0,571            |                   | 17–0 @ Colts       |                       |                |
| 1971           | NFL        | AFC  | Central | 4e               | 4                | 0                | 10               | 0,286            |                   |                    |                       |                |
| 1972           | NFL        | AFC  | Central | 3e               | 8                | 0                | 6                | 0,571            |                   |                    |                       |                |
| 1973           | NFL        | AFC  | Central | 1e               | 10               | 0                | 4                | 0,714            | 34–16 @ Dolphins  |                    |                       |                |
| 1974           | NFL        | AFC  | Central | 2e               | 7                | 0                | 7                | 0,500            |                   |                    |                       |                |
| 1975           | NFL        | AFC  | Central | 2e               | 11               | 0                | 3                | 0,786            | 31–28 @ Raiders   |                    |                       |                |
| 1976           | NFL        | AFC  | Central | 2e               | 10               | 0                | 4                | 0,714            |                   |                    |                       |                |
| 1977           | NFL        | AFC  | Central | 3e               | 8                | 0                | 6                | 0,571            |                   |                    |                       |                |
| 1978           | NFL        | AFC  | Central | 4e               | 4                | 0                | 12               | 0,250            |                   |                    |                       |                |
| 1979           | NFL        | AFC  | Central | 4e               | 4                | 0                | 12               | 0,250            |                   |                    |                       |                |
| 1980           | NFL        | AFC  | Central | 4e               | 6                | 0                | 10               | 0,375            |                   |                    |                       |                |
| 1981           | NFL        | AFC  | Central | 1e               | 12               | 0                | 4                | 0,750            | Vrijstelling      | 28–21 v. Bills     | 27–7 v. Chargers      | 21–26 v. 49ers |
| 1982           | NFL        | AFC  | AFC     | 3e               | 7                | 0                | 2                | 0,778            | 17–44 v. Jets     |                    |                       |                |
| 1983           | NFL        | AFC  | Central | 3e               | 7                | 0                | 9                | 0,438            |                   |                    |                       |                |
| 1984           | NFL        | AFC  | Central | 2e               | 8                | 0                | 8                | 0,500            |                   |                    |                       |                |
| 1985           | NFL        | AFC  | Central | 2e               | 7                | 0                | 9                | 0,438            |                   |                    |                       |                |
| 1986           | NFL        | AFC  | Central | 2e               | 10               | 0                | 6                | 0,625            |                   |                    |                       |                |
| 1987           | NFL        | AFC  | Central | 4e               | 4                | 0                | 11               | 0,267            |                   |                    |                       |                |
| 1988           | NFL        | AFC  | Central | 1e               | 12               | 0                | 4                | 0,750            |                   | 21–13 v. Seahawks  | 21–10 v. Bills        | 20–16 @ 49ers  |
| 1989           | NFL        | AFC  | Central | 4e               | 8                | 0                | 8                | 0,500            |                   |                    |                       |                |
| 1990           | NFL        | AFC  | Central | 1e               | 9                | 0                | 7                | 0,563            | 41–14 v. Oilers   | 20–10 @ Raiders    |                       |                |
| 1991           | NFL        | AFC  | Central | 4e               | 3                | 0                | 13               | 0,188            |                   |                    |                       |                |
| 1992           | NFL        | AFC  | Central | 4e               | 5                | 0                | 11               |                  |                   |                    |                       |                |
| 1993           | NFL        | AFC  | Central | 4e               | 3                | 0                | 13               | 0,188            |                   |                    |                       |                |
| 1994           | NFL        | AFC  | Central | 3e               | 3                | 0                | 13               | 0,188            |                   |                    |                       |                |
| 1995           | NFL        | AFC  | Central | 2e               | 7                | 0                | 9                | 0,438            |                   |                    |                       |                |
| 1996           | NFL        | AFC  | Central | 3e               | 8                | 0                | 8                | 0,500            |                   |                    |                       |                |
| 1997           | NFL        | AFC  | Central | 4e               | 7                | 0                | 9                | 0,438            |                   |                    |                       |                |
| 1998           | NFL        | AFC  | Central | 5e               | 3                | 0                | 13               | 0,188            |                   |                    |                       |                |
| 1999           | NFL        | AFC  | Central | 5e               | 4                | 0                | 12               | 0,250            |                   |                    |                       |                |
| 2000           | NFL        | AFC  | Central | 5e               | 4                | 0                | 12               | 0,250            |                   |                    |                       |                |
| 2001           | NFL        | AFC  | Central | 6e               | 6                | 0                | 10               | 0,375            |                   |                    |                       |                |
| 2002           | NFL        | AFC  | North   | 4e               | 2                | 0                | 14               | 0,125            |                   |                    |                       |                |
| 2003           | NFL        | AFC  | North   | 2e               | 8                | 0                | 8                | 0,500            |                   |                    |                       |                |
| 2004           | NFL        | AFC  | North   | 3e               | 8                | 0                | 8                | 0,500            |                   |                    |                       |                |
| 2005           | NFL        | AFC  | North   | 1e               | 11               | 0                | 5                | 0,688            | 17–31 v. Steelers |                    |                       |                |
| 2006           | NFL        | AFC  | North   | 2e               | 8                | 0                | 8                | 0,500            |                   |                    |                       |                |
| 2007           | NFL        | AFC  | North   | 3e               | 7                | 0                | 9                | 0,438            |                   |                    |                       |                |
| 2008           | NFL        | AFC  | North   | 3e               | 4                | 1                | 11               | 0,281            |                   |                    |                       |                |
| 2009           | NFL        | AFC  | North   | 1e               | 10               | 0                | 6                | 0,625            | 14–24 v. Jets     |                    |                       |                |
| 2010           | NFL        | AFC  | North   | 4e               | 4                | 0                | 12               | 0,250            |                   |                    |                       |                |
| 2011           | NFL        | AFC  | North   | 3e               | 9                | 0                | 7                | 0,563            | 31–10 @ Texans    |                    |                       |                |
| 2012           | NFL        | AFC  | North   | 2e               | 10               | 0                | 6                | 0,625            | 19–13 @ Texans    |                    |                       |                |
| 2013           | NFL        | AFC  | North   | 1e               | 11               | 0                | 5                | 0,688            | 10–27 v. Chargers |                    |                       |                |
| 2014           | NFL        | AFC  | North   | 2e               | 10               | 1                | 5                | 0,656            | 26–10 @ Colts     |                    |                       |                |
| 2015           | NFL        | AFC  | North   | 1e               | 12               | 0                | 4                | 0,750            | 16–18 v. Steelers |                    |                       |                |
| 2016           | NFL        | AFC  | North   | 3e               | 6                | 1                | 9                | 0,406            |                   |                    |                       |                |
| 2017           | NFL        | AFC  | North   | 3e               | 7                | 0                | 9                | 0,438            |                   |                    |                       |                |
| 2018           | NFL        | AFC  | North   | 4e               | 6                | 0                | 10               | 0,375            |                   |                    |                       |                |
| 2019           | NFL        | AFC  | North   | 4e               | 2                | 0                | 14               | 0,125            |                   |                    |                       |                |
| 2020           | NFL        | AFC  | North   | 4e               | 4                | 1                | 11               | 0,281            |                   |                    |                       |                |
| 2021           | NFL        | AFC  | North   | 1e               | 10               | 0                | 7                | 0,588            | 26–19 v. Raiders  | 16–19 @ Titans     | 24–27 (n.v.) @ Chiefs | 20–23 v. Rams  |
| 2022           | NFL        | AFC  | North   | 1e               | 12               | 0                | 4                | 0,750            | 24–17 v. Ravens   | 10–27 @ Bills      | 23–20 @ Chiefs        |                |
| 2023           | NFL        | AFC  | North   | 4e               | 9                | 0                | 8                | 0,529            |                   |                    |                       |                |
| 2024           | NFL        | AFC  | North   | 2e               | 9                | 0                | 8                | 0,529            |                   |                    |                       |                |

| Kleur of afkorting | Betekenis                |
| ------------------ | ------------------------ |
| Rood               | Won Conference-titel     |
| Groen              | Won divisie              |
| Licht groen        | Geplaatst voor play-offs |
| Score v.           | Uitslag thuisduel        |
| Score @            | Uitslag uitduel          |

## Spelers

### Pro Football Hall of Famers
- Anthony Muñoz, OL
- Charlie Joiner, WR
- Paul Brown

### NFL Most Valuable Player
- Ken Anderson, 1981
- Boomer Esiason, 1988

### NFL Rookie van het Jaar
- Paul Robinson, 1968
- Greg Cook, 1969
- Eddie Brown, 1985
- Carl Pickens, 1992

## Coaches
- Paul Brown (1968–1975)
- Bill "Tiger" Johnson (1976–1978)
- Homer Rice (1978–1979)
- Forrest Gregg (1980–1983)
- Sam Wyche (1984–1991)
- Dave Shula (1992–1996)
- Bruce Coslet (1996–2000)
- Dick LeBeau (2000–2002)
- Marvin Lewis (2003–)

### Coach van het Jaar
- Paul Brown, 1969, 1970
- Forrest Gregg, 1981